# Istenszülő elszenderedése fatemplom (Bokorvány)
A bokorványi Istenszülő elszenderedése fatemplom műemlékké nyilvánított épület Romániában, Bihar megyében. A romániai műemlékek jegyzékében a  BH-II-m-B-01123 sorszámon szerepel.